# FIFA Ballon d'Or 2010
De winnaars van de FIFA Ballon d'Or 2010 werden op 10 januari 2011 bekendgemaakt in het operahuis te Zürich. Lionel Messi werd voor de tweede keer verkozen tot beste voetballer van de wereld. Marta won de prijs voor de vijfde maal. José Mourinho en Silvia Neid wonnen de prijs voor de beste coach.
Opvallend was dat La Masía, de jeugdopleiding van FC Barcelona, de eerste in geschiedenis was die alle drie de finalisten van de Gouden Bal voortbracht.
Een shortlist van 23 mannen, 10 vrouwen en 10 coaches werd op 26 oktober 2010 bekendgemaakt. Daarna werd deze lijst gereduceerd tot drie mannen en drie vrouwen op 6 december 2010.

## Winnaars

### Heren

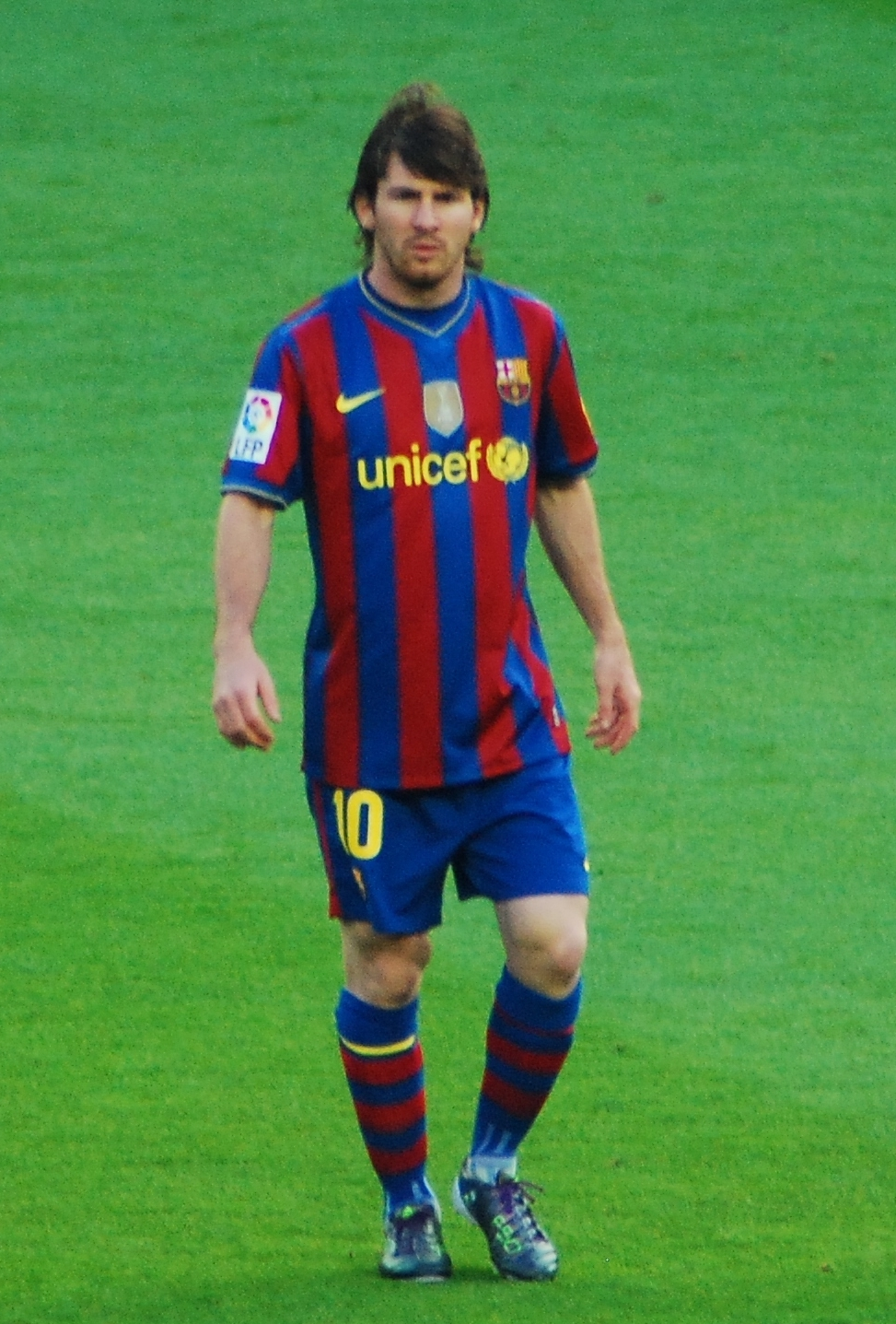
Lionel Messi won in 2010.

| Nr. | Speler                 | Club                        | Stemmen |
| --- | ---------------------- | --------------------------- | ------- |
| 1   | Lionel Messi           | FC Barcelona                | 22,65 % |
| 2   | Andrés Iniesta         | FC Barcelona                | 17,36 % |
| 3   | Xavi                   | FC Barcelona                | 16,48 % |
| 4   | Wesley Sneijder        | Internazionale              | 14,48 % |
| 5   | Diego Forlán           | Atlético Madrid             | 7,61 %  |
| 6   | Cristiano Ronaldo      | Real Madrid                 | 3,92 %  |
| 7   | Iker Casillas          | Real Madrid                 | 2,90 %  |
| 8   | David Villa            | Valencia / FC Barcelona     | 2,25 %  |
| 9   | Didier Drogba          | Chelsea                     | 1,68 %  |
| 10  | Xabi Alonso            | Real Madrid                 | 1,52 %  |
| 11  | Carles Puyol           | FC Barcelona                | 1,43 %  |
| 12  | Samuel Eto'o           | Internazionale              | 1,37 %  |
| 13  | Mesut Özil             | Werder Bremen / Real Madrid | 1,21 %  |
| 14  | Arjen Robben           | Bayern München              | 1,16 %  |
| 15  | Thomas Müller          | Bayern München              | 0,91 %  |
| 16  | Bastian Schweinsteiger | Bayern München              | 0,75 %  |
| 17  | Maicon                 | Internazionale              | 0,57 %  |
| 18  | Asamoah Gyan           | Stade Rennes / Sunderland   | 0,46 %  |
| 19  | Júlio César            | Internazionale              | 0,22 %  |
| 19  | Cesc Fàbregas          | Arsenal                     | 0,22 %  |
| 21  | Miroslav Klose         | Bayern München              | 0,19 %  |
| 22  | Daniel Alves           | FC Barcelona                | 0,05 %  |
| 22  | Philipp Lahm           | Bayern München              | 0,05 %  |

### Dames

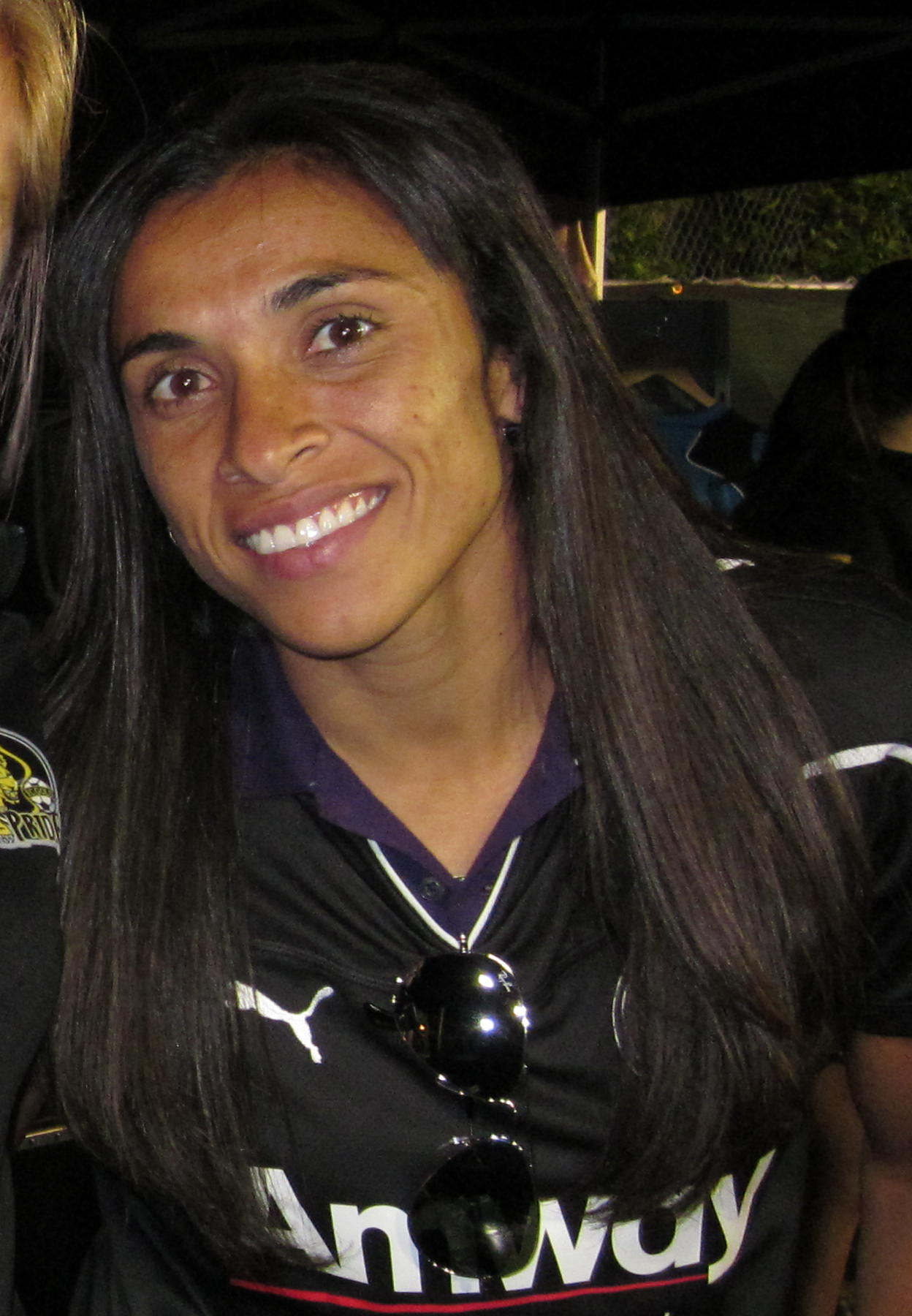
Marta won in 2011.

| Nr. | Speler             | Club                                         | Stemmen |
| --- | ------------------ | -------------------------------------------- | ------- |
| 1   | Marta              | FC Gold Pride                                | 38,20 % |
| 2   | Fatmire Bajramaj   | 1. FFC Turbine Potsdam                       | 15,18 % |
| 3   | Birgit Prinz       | 1. FFC Frankfurt                             | 9,96 %  |
| 4   | Kelly Smith        | Boston Breakers                              | 9,29 %  |
| 5   | Abby Wambach       | Washington Freedom                           | 6,25 %  |
| 6   | Ji So-Yun          | Hanyang Women's College / INAC Kobe Leonessa | 5,24 %  |
| 7   | Christine Sinclair | FC Gold Pride                                | 4,42 %  |
| 8   | Hope Solo          | Saint Louis Athletica / Atlanta Beat         | 3,85 %  |
| 9   | Caroline Seger     | Philadelphia Independence                    | 3,64 %  |
| 10  | Camille Abily      | FC Gold Pride / Olympique Lyon               | 3,38 %  |

### Herencoaches

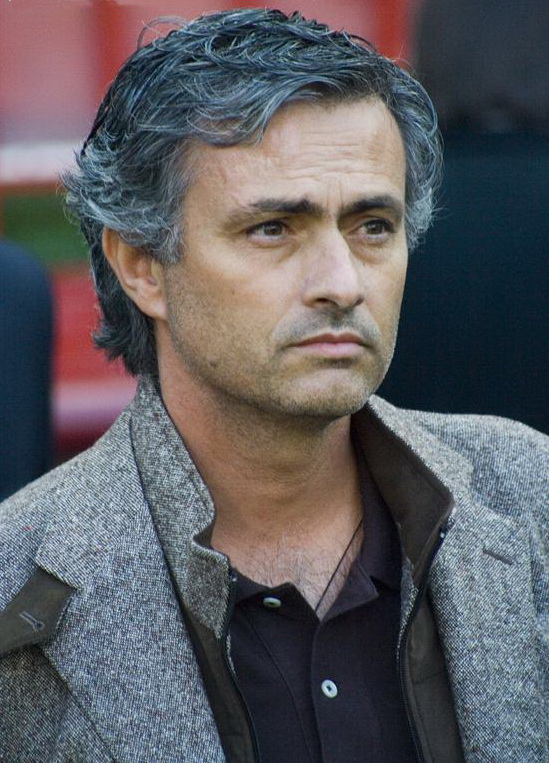
José Mourinho won in 2011.

| Nr. | Coach              | Club/Land                    | Stemmen |
| --- | ------------------ | ---------------------------- | ------- |
| 1   | José Mourinho      | Internazionale → Real Madrid | 35,92 % |
| 2   | Vicente del Bosque | Spanje                       | 33,08 % |
| 3   | Josep Guardiola    | FC Barcelona                 | 8,45 %  |
| 4   | Joachim Löw        | Duitsland                    | 5,12 %  |
| 5   | Carlo Ancelotti    | Chelsea                      | 3,78 %  |
| 6   | Alex Ferguson      | Manchester United            | 3,66 %  |
| 7   | Oscar Tabárez      | Uruguay                      | 2,95 %  |
| 8   | Bert van Marwijk   | Nederland                    | 2,69 %  |
| 9   | Arsène Wenger      | Arsenal                      | 2,25 %  |
| 10  | Louis van Gaal     | Bayern München               | 1,89 %  |

### Damescoaches

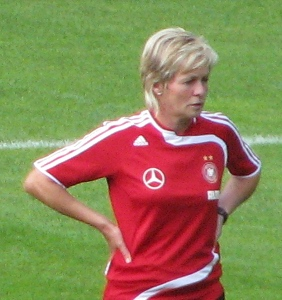
Silvia Neid won in 2011.

| Nr. | Coach                   | Club/Land        | Stemmen |
| --- | ----------------------- | ---------------- | ------- |
| 1   | Silvia Neid             | Duitsland        | 24,06 % |
| 2   | Maren Meinert           | Duitsland U-20   | 18,26 % |
| 3   | Pia Sundhage            | Verenigde Staten | 11,68 % |
| 4   | Hope Powell             | Engeland         | 10,54 % |
| 5   | Choi In-Cheul           | Zuid-Korea       | 9,26 %  |
| 6   | Bernd Schröder          | Turbine Potsdam  | 6,81 %  |
| 7   | Bruno Bini              | Frankrijk        | 6,62 %  |
| 8   | Albertin Montoya        | FC Gold Pride    | 5,49 %  |
| 9   | Béatrice Von Siebenthal | Zwitserland      | 3,67 %  |
| 10  | Norio Sasaki            | Japan            | 3,39 %  |

2010: Messi · 2011: Messi · 2012: Messi · 2013: Ronaldo · 2014: Ronaldo · 2015: Messi